# Barbara chante Brassens
Albums de Barbara
Barbara à L'Écluse
(1959) Barbara chante Jacques Brel
(1961)
Barbara chante Brassens, est le deuxième album de chansons enregistrées en studio par la chanteuse Barbara. L’édition originale est sortie en France, en 1960.
Pour cette publication, Barbara reçut le Grand Prix du disque de l’Académie Charles-Cros 1960, dans la catégorie de la « Meilleure interprétation ».

## Édition originale de l’album
- Septembre 1960 : Barbara chante Brassens, disque microsillon 33 tours/25 cm, Odeon (1260 M).

– Recto de la pochette : photographie en couleurs, prise au cabaret L’Écluse par Jalix.
– Verso de la pochette : photographie en noir et blanc, réalisée au cabaret L’Écluse par le Studio Piétri + texte et dessin de Serge + « Ce qu’ils pensent dans la presse et à la radio ».
– Enregistrement : monophonique.

### Réalisation
Les chansons ont été enregistrées en studio le 19 septembre 1960.

### Musiciens
- Barbara : piano.
- Elek Bacsik : guitare.
- René Duprat : guitare.
- Freddy Balta : accordéon.
- Marcel Azzola : accordéon.
- Pascal Groffe : basse.

### Chansons
Sauf indication contraire, toutes les chansons ont été écrites et composées par Georges Brassens.
Face 1
| No | Titre                           | Paroles              | Durée      |
| -- | ------------------------------- | -------------------- | ---------- |
| 1. | La Marche nuptiale              |                      | 2 min 45 s |
| 2. | La Petite Fille et le Père Noël |                      | 2 min 34 s |
| 3. | Pauvre Martin                   |                      | 2 min 52 s |
| 4. | La Légende de la nonne          | Poème de Victor Hugo | 2 min 35 s |

Face 2
| No | Titre                        | Paroles               | Durée      |
| -- | ---------------------------- | --------------------- | ---------- |
| 1. | Oncle Archibald              |                       | 2 min 16 s |
| 2. | Pénélope                     |                       | 3 min 21 s |
| 3. | Il n'y a pas d'amour heureux | Poème de Louis Aragon | 2 min 08 s |
| 4. | La Femme d'Hector            |                       | 2 min 37 s |

## Discographie liée à l’album
Identifications des différents supports :
- LP (long playing) : microsillon 33 tours/30 cm.
- CD (compact disc) : disque compact.

### Rééditions de l’album
- 1963 : Barbara chante Brassens, 33 tours/25 cm. CBS (OS 1260). Pochette identique à l’édition originale.
- Novembre 2010 : Barbara chante Brassens, CD RDM Édition (CD318).

### Publications contenant les 8 chansons de l’album
- 1983 : Barbara chante Brassens et Brel, LP CBS (545-31).
  - 17 titres, dont les 8 de l’album.
  - La photographie en couleurs du recto de la pochette est de Jean-Pierre Leloir.

- Mars 1992 : Barbara chante Brassens et Brel, CD Philips/Phonogram (510 899-2)[4].
  - 25 titres, dont les 8 de l’album.
  - La photographie en noir et blanc de la couverture du livret a été prise au cabaret L’Écluse par Jean-Pierre Leloir.